# Revista Valenciana d'Etnologia
Revista Valenciana d'Etnologia, es una publicación de periodicidad anual editada por la Diputación de Valencia, que empezó su trayectoria en 2006. La revista se plantea como una nueva publicación de la mano del Museu Valencià d'Etnologia y del Servicio de Investigación de Etnología y Cultura Tradicional (SIECT), área de investigación del propio museo.
El objetivo fundamental de la publicación es visualizar trabajos de investigación de etnología y antropología. De este modo la publicación, de carácter más o menos anual, se añadiría a las pocas revistas dentro del territorio valenciano que están centradas en la difusión monográfica de investigaciones en el ámbito de la etnología y la antropología, como son: Afers (publicada por el "Departamento de Sociología i Antropologia Social de la Universitat de València"), la Revista Valenciana de Folclore  (publicada por el Grupo Alicante de investigación folclórica) o Caramella y El Setiet.
La revista se estructura en un dossier alrededor de un tema específico, ampliado por una parte que podríamos calificar como miscelánea en la que se recogen artículos de temáticas diversas, difícilmente ajustables a la temática del dossier. Además, para concluir la revista, se añaden dos secciones que tienen carácter fijo, una dedicada a autores clásicos de la antropología, y otra que tratar de visualizar los fondos bibliográficos de la biblioteca del Museo.
Se inició su publicación en 2006, y desde entonces se han publicado 9 números:
| N.º | Año  | Dossier                                   | Observaciones |  |
| --- | ---- | ----------------------------------------- | --- |  |
| 1   | 2006 | Museos valencianos y etnología.           | |  |
| 2   | 2007 | El exótico cotidiano.                     | |  |
| 3   | 2008 | Etnología y Patrimonio.                   | |  |
| 4   | 2009 | Antropología visual.                      | |  |
| 5   | 2010 | La democratización del patrimonio.        | Este número, como que era el quinto, no presenta la estructura típica de la revista, pero añadimos como temática global de la misma el título del primero artículo que en ella se publica |  |
| 6   | 2011 | África, etnografía tradicional y otras.   | |  |
| 7   | 2012 | Digitalización del patrimonio.            | |  |
| 8   | 2016 | Sin dossier, ni miscelánea distinguibles. | |  |
| 9   | 2017 | Patrimonio, memoria y conflicto.          | |  |

La revista publica tanto artículos en catalán, como en castellano e inglés.
El año 2009, la revista estaba al lugar 10 del ranking nacional de publicaciones científicas de Antropología.